# Jorge Vivas
Jorge Luis Vivas Palacios (* 22. Januar 1988 in Apartadó) ist ein kolumbianischer Boxer im Mittelgewicht.

## Boxkarriere
Jorge Vivas gewann 2013 jeweils die Panamerikameisterschaften und die Juegos Bolivarianos. 2014 gewann er zudem Silber bei den Südamerikaspielen.
2015 war er Viertelfinalist der Panamerikameisterschaften und Silbermedaillengewinner bei den Panamerikanischen Spielen.
2016 erkämpfte er den dritten Platz bei der amerikanischen Olympiaqualifikation in Buenos Aires und durfte daraufhin an den Olympischen Spielen 2016 in Rio de Janeiro teilnehmen, wo er in der Vorrunde mit 1:2 gegen Wilfried Ntsengue ausschied.
2017 gewann er erneut Silber bei den Panamerikameisterschaften und startete bei den Weltmeisterschaften in Hamburg. Dort besiegte er Luis Hernandez aus Panama und Pjotr Chamukow aus Russland, ehe er im Viertelfinale mit 2:3 gegen Kamran Şahsuvarlı unterlag. Zudem gewann er noch die Bolivarian Games.
2018 siegte er bei den Südamerikaspielen und erreichte 2019 einen fünften Platz bei den Panamerikanischen Spielen in Lima.
Bei den 2021 in Tokio ausgetragenen Olympischen Spielen schied er in der Vorrunde mit 1:4 gegen Benjamin Whittaker aus.